# Picado-ligado

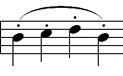
Figura 1. Portato.

Picado-ligado o portato (en italiano, participio pasado de portare, "llevar, mantener")  en notación musical es un signo de articulación que indica una interpretación suave y palpitante cuyo resultado es una mezcla entre el staccato y el legato.
La técnica interpretativa variará en función del instrumento musical que deba ejecutar el signo de articulación.

## Representación gráfica
Este signo de articulación puede aparecer representado en las partituras o partichelas  de tres maneras diferentes:
1. La palabra «portato» escrita sobre el pasaje que se tocará conforme a dicha articulación. Esta opción se suele emplear cuando la indicación afecta a un pasaje muy largo o bien a todo un movimiento de una pieza.
2. La abreviatura «port.» escrita encima de la nota o pasaje que se tocará conforme a tal indicación.
3. Unos pequeños puntos bajo las marcas de la ligadura de expresión (ver Figura 2) o bien, como el signo de tenuto mediante líneas horizontales cortas más o menos la longitud de una cabeza de nota, que se sitúa centrada sobre la cabeza de la nota. Estos signos generalmente se colocan por encima de las notas si las plicas apuntan hacia abajo y por debajo si las plicas apuntan hacia arriba.

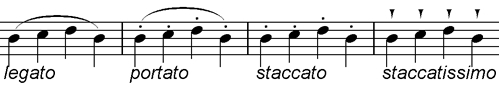
Figura 2. Articulaciones desde legato hasta staccatissimo.

Un autor de principios del siglo XIX, Pierre Baillot (L'art du violon, París, 1834.), propone el uso de una línea ondulada y puntos bajo la ligadura. Más adelante, en ese mismo siglo un otro método se convirtió en el procedimiento común, la colocación de trazos de legato debajo de una ligadura. La notación con puntos bajo ligaduras es ambigua, porque también se utiliza para movimientos de arco muy diferentes, entre ellos el staccato y el spiccato.

## Usos y efectos
En realidad, el efecto resultante es un ligado articulado en el cual las notas se interpretan casi ligadas. Las notas quedan marcadas pero sin destacar individualmente entre sí tanto como ocurre en el staccato.
Esta articulación constituía una manera común de tocar las partes de acompañamiento en la música del Barroco, aunque no se escribiese en la partitura. En la música del Clasicismo o del Romanticismo la notación del picado-ligado mediante la combinación de puntos y ligaduras es más frecuente.

## Diferenciación de signos similares
La articulación denominada portato no debe ser confundida con otros signos musicales que puede presentar similitudes. 
- El portamento es un concepto totalmente distinto, relacionado con los instrumentos de arco y especialmente con el canto. Esta indicación supone una interpretación en la que el paso de una nota a otra se hace a través de los intervalos que las separan, mediante un deslizamiento ascendente o descendente y una anticipación breve de la siguiente nota.[2][5] Por otra parte, algunos autores tales como Michael Kennedy definen portato como «lo mismo que el portamento».[6]

## Técnicas interpretativas

### En instrumentos de cuerda frotada
Los instrumentos de cuerda frotada aplican una serie de técnicas con el arco para ejecutar las diferentes articulaciones. En este tipo de instrumentos cuando en cada nota se cambia la dirección del arco, las notas suenan separadas y por tanto se habla de notas separadas. 
En el portato se trata de aplicar una técnica de arco, en la que las notas sucesivas se re-articulan suavemente, mientras que se unen bajo un movimiento de arco único y continuo. Se logra una especie de pulsación u ondulación, en lugar de separar las notas.

### En instrumentos de viento
Los instrumentos de viento generalmente articulan con la lengua o bien con el diafragma para ejecutar las separaciones que requieren algunas articulaciones. 
En el portato se realiza un leve toque de lengua en cada sonido para que prácticamente se funda un sonido con el siguiente y el resultado suene bastante unido.